# さよらなエトランジュ
『さよらなエトランジュ』は、2002年12月20日にオービットのCLOVERブランドより発売された18禁ゲームである。
CLOVERのデビュー作であり、『モルダヴァイト』と同時に発売された。
『さよらなエトランジュ』『モルダヴァイト』の2作品に同封されている応募券を郵送すると、同レーベルの作品『プラチナウインド』を無料で入手できるキャンペーンを行っていた。『プラチナウインド』は、このキャンペーンとCLOVERデビューのイベントのみ配布でされた。

## 物語
おわかれじゃないから、あいさつは「さよらな」。
治療の施しようのないほどの大怪我を負ったため、医学の発達する200年後までコールドスリープに入っていた主人公と、彼を取り囲むヒロインたちによる心の交流が描かれる。

## 世界観
主人公の発言から、彼がコールドスリープに入る前は比較的現在に近い時代と推測される。物語の舞台である200年後の時代では、主人公の駆るバイク・晴香のホバーブレード・多機能な端末など、進歩したと見られる技術が登場する。

## 登場人物
剣咲透（けんさき とおる）
主人公。コールドスリープから目覚めたものの、身元に関するものが全く無く本人も名前すら覚えていないため、名前は生体工学研究所員の投票で決められた。苗字は柊子の、名前は晴香の案が採用されている。
短気な性格で、言葉遣いは良くない。しかし、端正な顔立ちや、優秀な成績から女性にもてる。遥か未来に目覚めた自分の居場所に苦悩する。
如月晴香（きさらぎ はるか）
声：籐野らん
主人公の解凍を担当した、如月柊子博士の娘。無邪気で天然ボケで世話焼き。しかも「おはようさんだよ、透っ！」と言葉遣いにもクセがありそうなキャラ。
見た目は小学生だが、一応主人公と同い年くらいらしい。歩行・走行・跳躍などの運動を補助する「ホバーブレード」を履いている。学校では陸上部に所属し、走高跳を種目としている。背が小さいながらも地方大会で数々の成績を残している。また、母親の柊子を「トーコちゃん」と呼ぶ。
片緒ケイ（かたお けい）
声：新名はるか
晴香や透の通う学校の教師。親しみやすい性格と端正な容姿で、男子学生にも女子学生にも人気がある。
楠瀬杏（くすのせ きょう）
声：まきいづみ
言葉が少なく、他人と話すのが苦手。帽子を触られるのを極端に嫌う。資産家令嬢。不良に絡まれているところを透に助けられて以後、透に懐くようになる。“他人に絶対に逆らわない”性格は特殊な事情があるようだ。永沢薫とは家ぐるみの付き合い。
神坂奈緒（こうさか なお）
声：青山ゆかり
大きなリボンがトレードマーク。容姿端麗・成績優秀でミス鳳学園候補。普段は良い子ぶっているが、あることをきっかけに透の前では本性を出すことになる。
永沢薫（ながさわ かおる）
声：椎名昌弥
中性的な容姿で、オカマ風の言葉を喋る男性。よく利く嗅覚を持ち、調香師を目指している。香りの嗅ぎ分けで性格までもわかるらしい。学校では透の良き友達となる。
如月柊子（きさらぎ とうこ）
声：佐伯典
コールドスリープで眠っていた主人公の解凍を行った生体工学研究所の所長で、如月晴香の母親。研究所にこもり、所内で酒を嗜んでいることもあるが、娘の晴香には母親らしい一面を見せることもある。能天気で頼りなさそうだが、若くして博士号を取得するなど研究員としては優秀である。
氷垣竜一（ひがき りゅういち）
声：今田鉄男
生体工学研究所の副所長。如月柊子所長の助手にあたる。透を警戒するあまり、殴られてしまうがその後和解。温和な好青年。
少女
時折、幻のように透の前に姿を現す少女。
ヨシアキ
学校の不良1。ピンク色の髪を立たせ、左耳にピアス、口に煙草のようなものを咥えている。冷静な性格をしており、ケンジやアキラのブレーキ役を務めることも多い。
ノブ
学校の不良2。金髪で首輪を巻いている。小心者で、ケンジに内心おびえている。
アキラ
学校の不良3。紫色の髪で、そばかすがある。空手有段者。可愛らしい容姿とは裏腹に短気かつ冷酷。
ケンジ
学校の不良4。長髪の頭にバンダナを巻き、額に赤い刺青のようなものをしている。永沢薫の弟。